# Daniel Tarschys
Nils Daniel Tarschys, född 21 juli 1943 på Lidingö, är en svensk professor i statsvetenskap vid Stockholms universitet och politiker (folkpartist).

## Biografi
Daniel Tarschys är son till professorn Bernhard Tarschys och docenten Karin Tarschys samt bror till Rebecka Tarschys, Hedvig Hedqvist och Elisabeth Lindmark. Riksdagsledamöterna Nils och Erik Alexanderson var hans morfar respektive morbror.
Tarschys talar esperanto, som han lärde sig i tonåren, och deltog i 1956 års världsesperantokongress i Köpenhamn. 1967 hade Tarschys posten som sekreterare i Sveriges Elevråds Centralorganisation (SECO). Tarschys har publicerat ett flertal skrifter och rapporter, bland annat stridsskriften Den nygamla vänstern tillsammans med Carl Tham 1967 där det sena 1960-talets vänsterströmningar analyseras och kritiseras. Han doktorerade år 1972 på avhandlingen Beyond the State. The Future Polity in Classical and Soviet Marxism. 
Tarschys var riksdagsledamot för Folkpartiet 1976–1982 och 1985–1994, invald i Stockholms läns valkrets. Han var statssekreterare hos statsminister Ola Ullsten 1978–1979. Som riksdagsledamot var han ordförande i Socialutskottet 1985–1991 och Utrikesutskottet 1991–1994 samt ledamot av Europarådets svenska delegation och i Utrikesnämnden.
År 1983 utnämndes han till professor i öststatsforskning vid Uppsala universitet och 1985 till professor i statsvetenskap vid Stockholms universitet. 
Tarschys invigningstalade på Svenska Esperanto-förbundets kongress i riksdagshuset i Stockholm 1987 (hundraårsjubileum för Esperanto). Han ersatte Ingemund Bengtsson som hade blivit sjuk.
1994 utnämndes Tarschys till generalsekreterare i Europarådet. Under hans tid som generalsekreterare invaldes Ryssland som den 39:e medlemmen i Europarådet. Ceremonin i Strasbourg, när Rysslands utrikesminister Jevgenij Primakov lämnade över medlemskapshandlingarna till Tarschys och de båda hissade den ryska flaggan utanför rådets högkvarter, har betecknats som det symboliska slutet på kalla kriget. Han avgick från posten vid mandatperiodens slut 1999, samma år som organisationen firade sitt 50-årsjubileum. Han efterträddes av Walter Schwimmer.
Daniel Tarschys valdes in som ledamot av Kungliga Vetenskapsakademin 16 januari 2008.
Tarschys var mellan 2013 och 2015 ordförande i Bergwallkommissionen.

### Familj
Han är gift med Regina Rehbinder och har två döttrar, Amelie Tarschys Ingre och en annan.